# خاوی چینو
خاوی چینو (انگلیسی: Javi Chino؛ زادهٔ ۲۲ ژانویهٔ ۱۹۸۷) بازیکن فوتبال اهل اسپانیا است.
از باشگاه‌هایی که در آن بازی کرده‌است می‌توان به باشگاه فوتبال نومانسیا اشاره کرد.